# Lana Golob
Lana Golob (Šmartno ob Paki, 26 oktober 1999) is een Sloveens voetbalspeelster. Ze speelt als verdediger voor Glasgow City in de Schotse Premier League.

## Clubcarrière
Golob begon met voetballen in de jeugd bij NK Šmartno. In het seizoen 2015/16 maakte ze haar debuut voor deze club in de 1.ŽNL, het hoogste Sloveense vrouwenvoetbalniveau. In de zomer van 2017 stapte ze over naar ŽNK Radomlje, waar ze een seizoen actief was. Tussen 2018 en 2021 studeerde Golob aan de Virginia Commonwealth University en speelde ze tegelijkertijd voor het universiteitsteam VCU Rams. In de zomer van 2020 keerde ze terug in Slovenië bij Pomurje. Met deze club was ze actief in de Champions League 2020/21.
Op 4 januari 2022 voltooide Golob haar transfer naar het Italiaanse SSD Napoli. Ze maakte haar debuut in de Serie A in de eerste wedstrijd van de tweede seizoenshelft en degradeerde aan het einde van het seizoen met de Napolitaanse club naar de Serie B. Na de degradatie kwam ze uit voor het Zwitserse FC Basel. Na een halfjaar keerde ze terug naar Italië om voor ACF Pomigliano te gaan spelen.
Op 19 juni 2023 ging Golob een nieuw dienstverband aan bij Oud-Heverlee Leuven, actief in de Belgische Super League.
Na een seizoen, opnieuw in Italië bij Bologna FC, komt Golob sinds 2025 uit voor het Schotse Glasgow City.

## Statistieken
| Seizoen | Club                | Land        | Competitie     | Wedstrijden | Doelpunten |
| ------- | ------------------- | ----------- | -------------- | ----------- | ---------- |
| 2021/22 | SSD Napoli          | Italië      | Serie A        | 10          | 1          |
| 2022/23 | FC Basel            | Zwitserland | Super League   | 5           | 0          |
| 2022/23 | Pomigliano          | Italië      | Serie A        | 12          | 0          |
| 2023/24 | Oud-Heverlee Leuven | België      | Super League   | ?           | ?          |
| 2024/25 | Bologna FC          | Italië      | Serie A        | 0           | 0          |
| 2025/26 | Glasgow City        | Schotland   | Premier League | 0           | 0          |
| Totaal  | Totaal              | Totaal      | Totaal         | 27          | 1          |

Laatste update: 12 augustus 2025

## Interlandcarrière
Golob werd voor het eerst opgeroepen voor het Sloveense nationale team in september 2017. Op 6 maart 2018 volgde haar debuut door in te vallen in een vriendschappelijke wedstrijd die met 2-2 werd gelijkgespeeld tegen Servië. Sindsdien is Golob vast onderdeel van de Sloveense selectie en kwam ze uit in meerdere kwalificatiereeksen voor het EK en het WK.
Golob maakte haar eerste interlanddoelpunt op 12 juni 2021 in een met 4-1 gewonnen vriendschappelijke wedstrijd tegen Kroatië.